# مازن الحربي
مازن الحربي، لاعب كرة قدم سعودي يلعب حالياً في نادي الخلود.